# كينيار ميلز (كيبك)
كينيار ميلز (بالإنجليزية: Kinnear's Mills, Quebec)‏ هي بلدية محلية في كيبيك تقع في كندا في Les Appalaches Regional County Municipality. يقدر عدد سكانها بـ 369 نسمة ومساحتها 93.10 كم2 .

## معرض صور

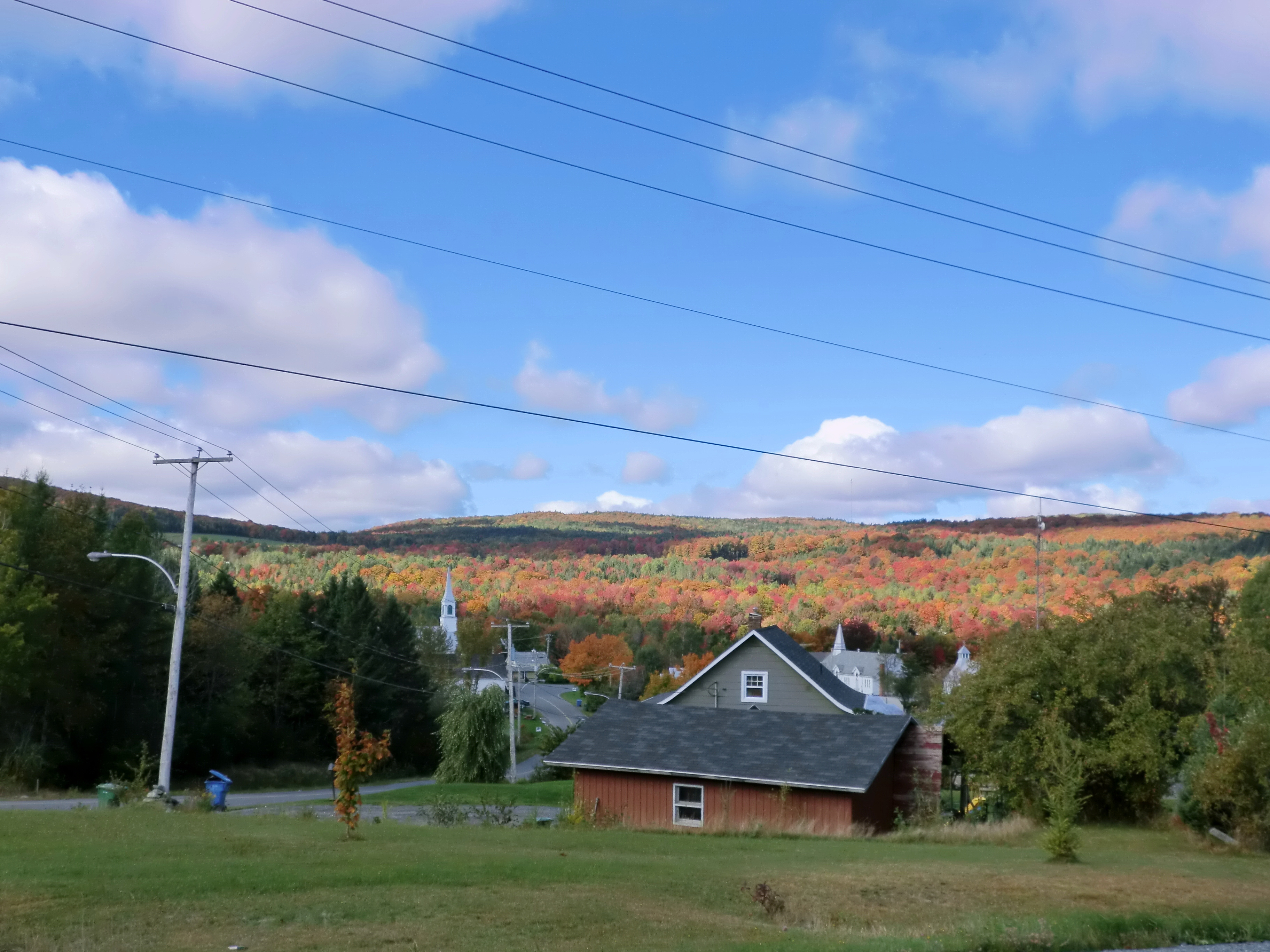
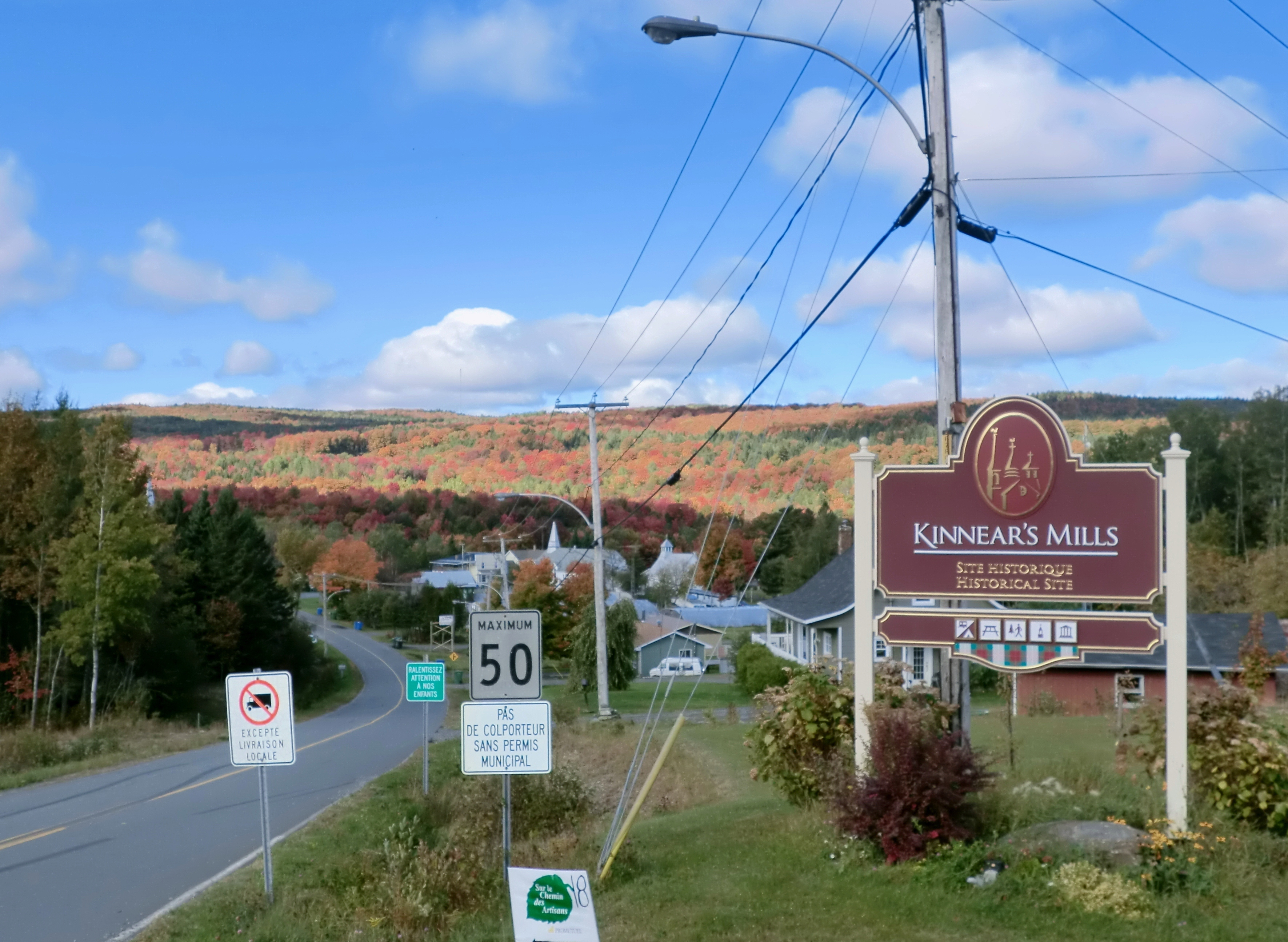
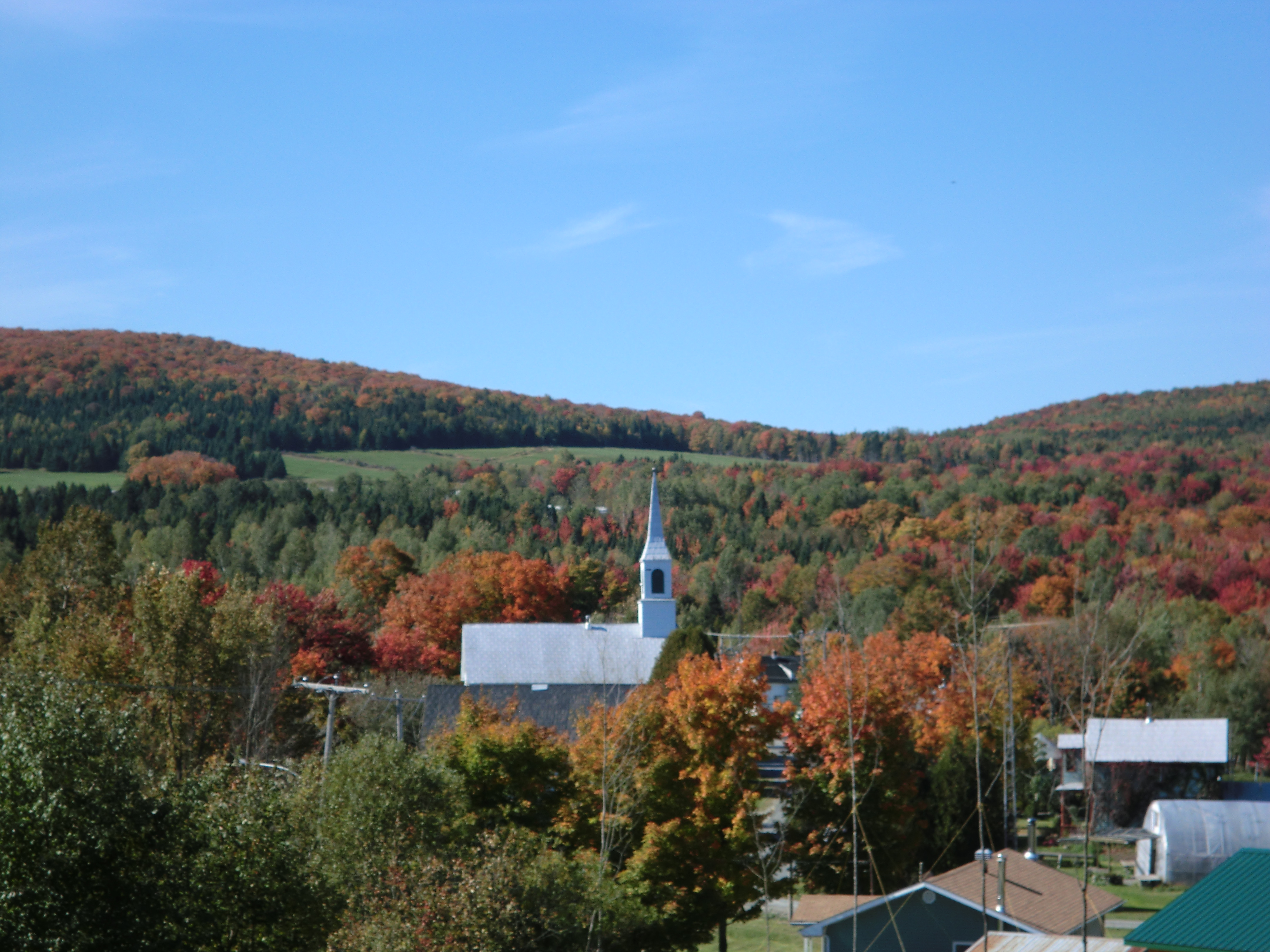